# World Botanical Gardens
El World Botanical Gardens and Umauma Falls (Jardín Botánico del Mundo y Cataratas Umauma) es un jardín botánico privado con carácter comercial de 1.2 km² (300 acres) de extensión que se ubica en "Umauma", isla de Hawái, Hawái.

## Localización
Se ubica en Umauma a unos 3 km de la autopista 19 (cerca del marcador de la milla 16), al norte de Hilo.
World Botanical Gardens and Umauma Falls, Umauma and Hakalau, at the corner of Leopolino Road and Hawaii Belt Road, State Highway 19, 16 miles north of Hilo Hilo, Hawaii county, Hawái HI 96720 United States of America-Estados Unidos de América.
Planos y vistas satelitales.19°54′13″N 155°8′7″O / 19.90361, -155.13528
Los jardines se encuentran abiertos todo el día con una tarifa de admisión.

## Historia
Estos jardines se encuentran en desarrollo y expansión desde 1995, junto al río Umauma, y subiendo por las laderas del volcán Mauna Kea.
Los jardines fueron fundados por Walter L. Wagner en 1995, quién compró 300 acres (1.2 km²) de tierras agrícolas bordeada por el río Umauma y se extiende hasta la pendiente del volcán Mauna Kea donde se encuentran cultivos de las empresas productoras de caña de azúcar, las empresas que antes dominaban la costa de "Hamakua".
La senda de Selva fue la primera parte abierta al público itinerante el 4 de julio de 1995.
El 2 de septiembre de 2004, tuvo lugar un cambio de dirección de World Botanical Gardens, y en 2008 las "Umauma Falls" junto con sus alrededores de 90 hectáreas fueron vendidos a Umauma Experience, y el "World Botanical Gardens" retuvo las atracciones de "Rainforest Walk" y "lower gardens" (incluyendo las de "Children's Maze" y  Arboretum).
En 2010 el jardín abrió oficialmente. También abrió en 2010 una Tirolesa conocida como "Zip Isle Zip Line Adventure" de descender al barranco del arroyo Honopueo, en competencia con la vecina tirolesa de la "Umauma Experience.

## Colecciones
Este jardín botánico alberga más de 5,000 especies de plantas, con unas previsiones de llegar a las 30,000 especies.
Entre sus mayores atractivos se encuentran las cataratas Umauma con una caída de agua de 91 metros de altura (hasta el año 2008).
Una senda por la selva, el segundo laberinto más grande en Hawái conocido como "Children's Maze", un arboretum de más de 10 acres (0.040 km²), y muchas áreas especializadas de jardines.